# Чепура (река)
Чепура — река в России, протекает в Ковылкинском районе Мордовия. Устье реки находится в 12 км по левому берегу реки Паньжа. Длина реки составляет 14 км.
Исток реки у деревни Перевесье в 20 км к юго-западу от Ковылкина. Река течёт на юго-восток, протекает деревни Клиновка, Самаевка и Чепурновка. Ниже последней впадает в Паньжу на границе с Пензенской областью.

## Данные водного реестра
По данным государственного водного реестра России относится к Окскому бассейновому округу, водохозяйственный участок реки — Мокша от истока до водомерного поста города Темников, речной подбассейн реки — Мокша. Речной бассейн реки — Ока.
По данным геоинформационной системы водохозяйственного районирования территории РФ, подготовленной Федеральным агентством водных ресурсов:
- Код водного объекта в государственном водном реестре — 09010200112110000027292
- Код по гидрологической изученности (ГИ) — 110002729
- Код бассейна — 09.01.02.001
- Номер тома по ГИ — 10
- Выпуск по ГИ — 0